# People's Democratic Party (Nigeria)

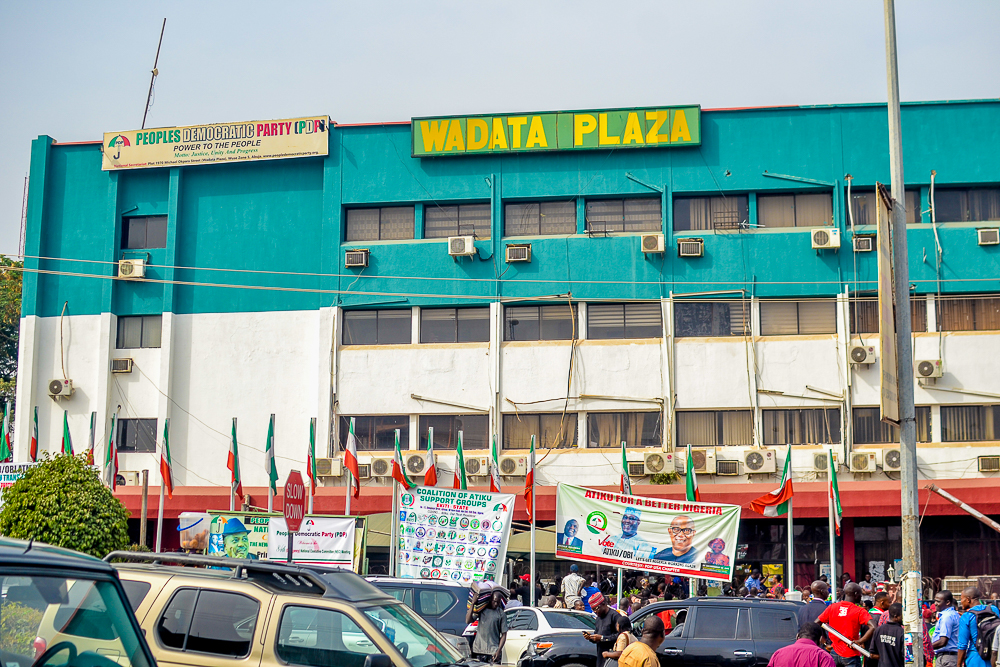
Hoofdkantoor van de PDP in Abuja, de hoofdstad van Nigeria.

De People's Democratic Party (Nederlands: Democratische Volkspartij) is een van de twee dominerende partijen in de Federale Republiek Nigeria; de andere partij is het All Progressives Congress (APC) dat momenteel de regering vormt. Op dit moment is de PDP de tweede partij van het land.

## Geschiedenis en gedachtegoed
De PDP ontstond in 1998 en staat bekend als een partij van het politieke midden of iets rechts daarvan Het is een partij van zakenlieden en is voorstander van economisch liberalisme. Soms neemt de partij echter ook standpunten in die gewoonlijk worden vereenzelvigd met de sociaaldemocratie. Zo implementeerde de partij onder president Olusegun Obasanjo een nationaal zorgfonds (2005). Op cultureel vlak is de partij conservatief.
Tussen 1999 en 2011 domineerde de PDP als grootste partij het parlement en leverde het telkens de president van het land, maar sindsdien is het de tweede partij van het land nadat het de eerste positie heeft verloren aan het All Progressives Congress (APC).
Bij de algemene verkiezingen van 2019 kreeg de PDP in het Huis van Afgevaardigden 115 van de 360 zetels, een verlies van 25 zetels t.o.v. 2015 en in de Senaat kreeg de partij 45 van de 109 zetels, een verlies van 4. Atiku Abubakar, kandidaat voor het presidentschap namens de PDP, werd verslagen door de kandidaat van het APC, Muhammadu Buhari.
De partijslogan "Power to the People" werd in 2016 vervangen door de kreet "Change the change".

## Presidenten van Nigeria namens de PDP
| Presidenten van Nigeria namens de PDP | Presidenten van Nigeria namens de PDP | Presidenten van Nigeria namens de PDP |
| Afbeelding                            | Persoon                               | Periode                               |
| ------------------------------------- | ------------------------------------- | ------------------------------------- |
| Olusegun Obasanjo                     | Olusegun Obasanjo                     | 1999 - 2007                           |
| Umaru Musa Yar'Adua                   | Umaru Yar'Adua                        | 2007 - †2010                          |
| Goodluck Jonathan                     | Goodluck Jonathan                     | 2010 - 2015                           |

## Zetelverdeling
| Zetelverdeling Huis van Afgevaardigden | Zetelverdeling Huis van Afgevaardigden | Zetelverdeling Huis van Afgevaardigden | Zetelverdeling Huis van Afgevaardigden |
| jaar                                   | %                                      | zetels                                 | totaal                                 |
| -------------------------------------- | -------------------------------------- | -------------------------------------- | -------------------------------------- |
| 1999                                   | 51,7                                   | 206                                    | 360                                    |
| 2003                                   | 54,49                                  | 223                                    | 360                                    |
| 2007                                   | -                                      | 262                                    | 360                                    |
| 2011                                   | 46,63                                  | 203                                    | 360                                    |
| 2015                                   | -                                      | 140                                    | 360                                    |
| 2019                                   | 41,34                                  | 115                                    | 360                                    |
| Zetelverdeling Senaat                  |                                        |                                        |                                        |
| jaar                                   | %                                      | zetels                                 | totaal                                 |
| 1999                                   | 56,4                                   | 59                                     | 109                                    |
| 2003                                   | 53,69                                  | 76                                     | 109                                    |
| 2007                                   | -                                      | 85                                     | 109                                    |
| 2011                                   | -                                      | -                                      | 109                                    |
| 2015                                   | -                                      | 49                                     | 109                                    |
| 2019                                   | 41,87                                  | 45                                     | 109                                    |